# Trike
Trike je trikolesno vozilo na človeški pogon. Trike nima pedal ali verige, poganja se ga s spreminjanjem težišča (cambering) - vozniku ni potrebno stopiti na tla. Ko se ga poganja se ne premika naravnost, ampak "slalomira" po poti v obliki črke S. Nosno kolo se usmerja podobno kot na običajnem kolesu. 
Trike lahko doseže hitrost 30 km/h, običajna je sicer 15 km/h. 
Trike je izumil brazilski inžernir Gildo Beleski leta 1988. Kasneje je s Johnom Simpsonom ustanovil pojetje Trikke Tech.